# Pallamano Trieste 2007-2008
Questa pagina raccoglie i dati riguardanti la Pallamano Trieste nelle competizioni ufficiali della stagione 2007-2008.

## Risultati

### Serie A1 maschile

#### Stagione regolare

##### Andata
- 6 ottobre - Trieste – CUS Venezia 28-25
- 13 ottobre - Ferrara – Trieste 27-34
- 20 ottobre    - Trieste – Padova 28-11
- 3 novembre   - Trieste – Paese 32-19
- 10 novembre   - Algund – Trieste 19-29
- 17 novembre   - Trieste - Eppan 41-15
- 1 dicembre   - Rovigo – Trieste 22-33
- 8 dicembre  - Trieste – Cassano Magnago 27-20
- 15 dicembre  - Mestrino – Trieste 14-26
- 22 dicembre   - Trieste - Brixen 19-21
- 26 dicembre  - Seregno - Trieste 21 - 27

##### Ritorno
- 2 febbraio  - CUS Venezia - Trieste 22–33
- 9 febbraio   - Trieste - Ferrara 36-21
- 1 marzo   - Padova - Trieste 16-28
- 8 marzo   - Paese - Trieste 24-31
- 15 marzo  - Trieste - Algund 38-25
- 29 marzo  - Eppan - Trieste 18-31
- 5 aprile  - Trieste - Rovigo 34–17
- 12 aprile - Cassano Magnago - Trieste 25-41
- 19 aprile    - Trieste - Mestrino 33-19
- 3 maggio     - Brixen - Trieste 20-22
- 17 maggio    - Trieste - Seregno 32-30

## Classifica
|  | Pos. | Squadra         | Pt | G  | V  | N | S  | GF  | GS  | D    | Note                   |
|  | ---- | --------------- | -- | -- | -- | - | -- | --- | --- | ---- | ---------------------- |
|  | 1.   | Trieste         | 63 | 22 | 21 | 0 | 1  | 684 | 454 | +230 | Promozione             |
|  | 2.   | Brixen          | 58 | 22 | 19 | 1 | 2  | 660 | 473 | +187 |                        |
|  | 3.   | Algund          | 46 | 22 | 15 | 1 | 6  | 663 | 631 | +32  |                        |
|  | 4.   | CUS Venezia     | 42 | 22 | 14 | 0 | 8  | 621 | 572 | +49  |                        |
|  | 5.   | Estense Ferrara | 41 | 22 | 13 | 1 | 7  | 651 | 562 | +89  |                        |
|  | 6.   | Tassina Rovigo  | 33 | 22 | 10 | 3 | 9  | 572 | 619 | -47  |                        |
|  | 7.   | Mestrino        | 25 | 22 | 8  | 1 | 13 | 557 | 606 | -49  |                        |
|  | 8.   | Cassano Magnago | 25 | 22 | 7  | 4 | 11 | 626 | 675 | -49  |                        |
|  | 9.   | HB Seregno      | 24 | 22 | 7  | 3 | 12 | 633 | 636 | -3   |                        |
|  | 10.  | Paese           | 14 | 22 | 4  | 2 | 16 | 561 | 646 | -85  |                        |
|  | 11.  | Eppan           | 6  | 22 | 2  | 0 | 20 | 487 | 694 | -207 | Retrocessione          |
|  | 12.  | Cellini Padova  | 5  | 22 | 3  | 1 | 19 | 500 | 647 | -147 | Retrocessione -5 punti |